# Clara-Zetkin-Straße 11 (Gernrode)

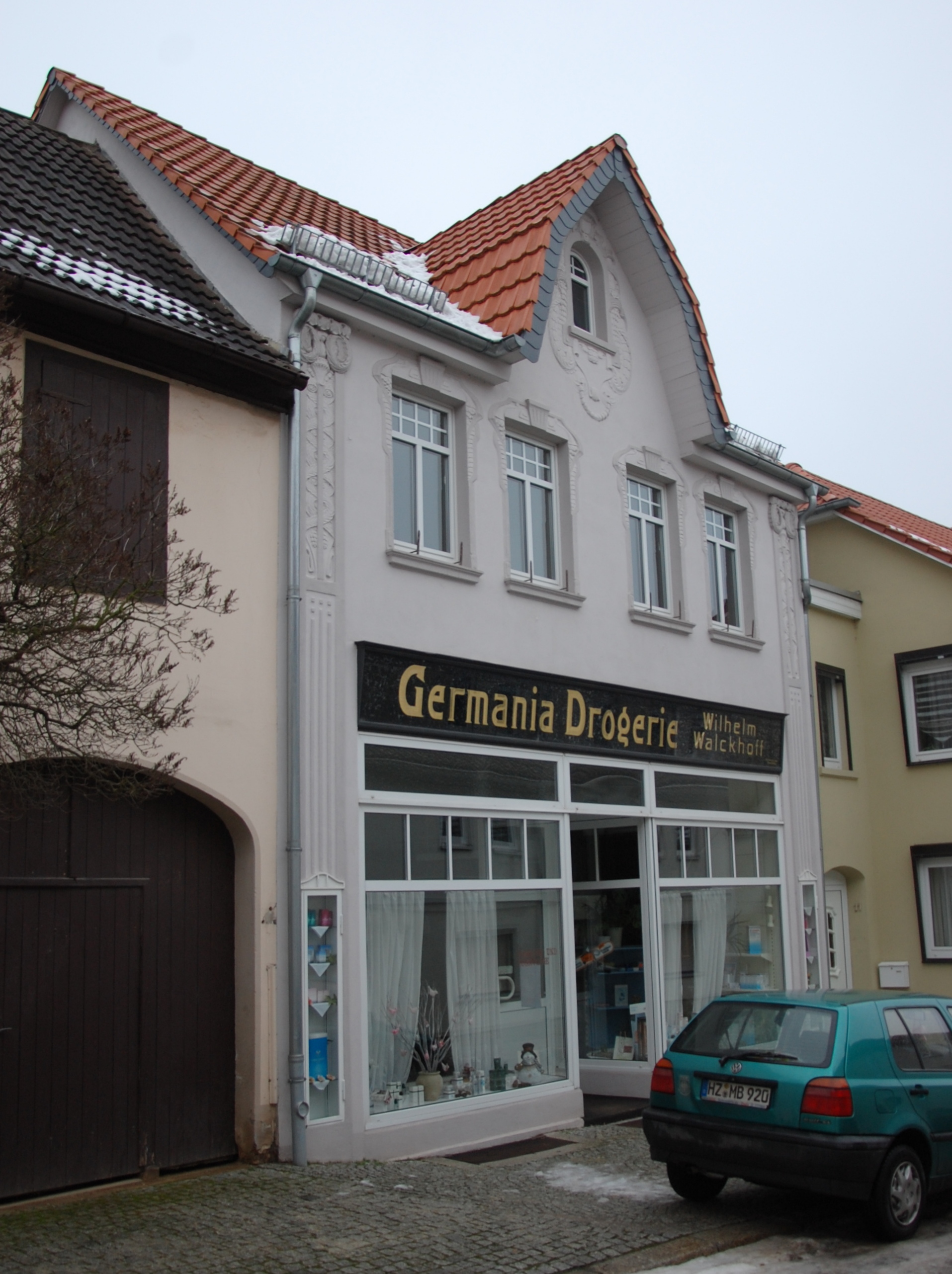
Haus Clara-Zetkin-Straße 11, östliche Hälfte

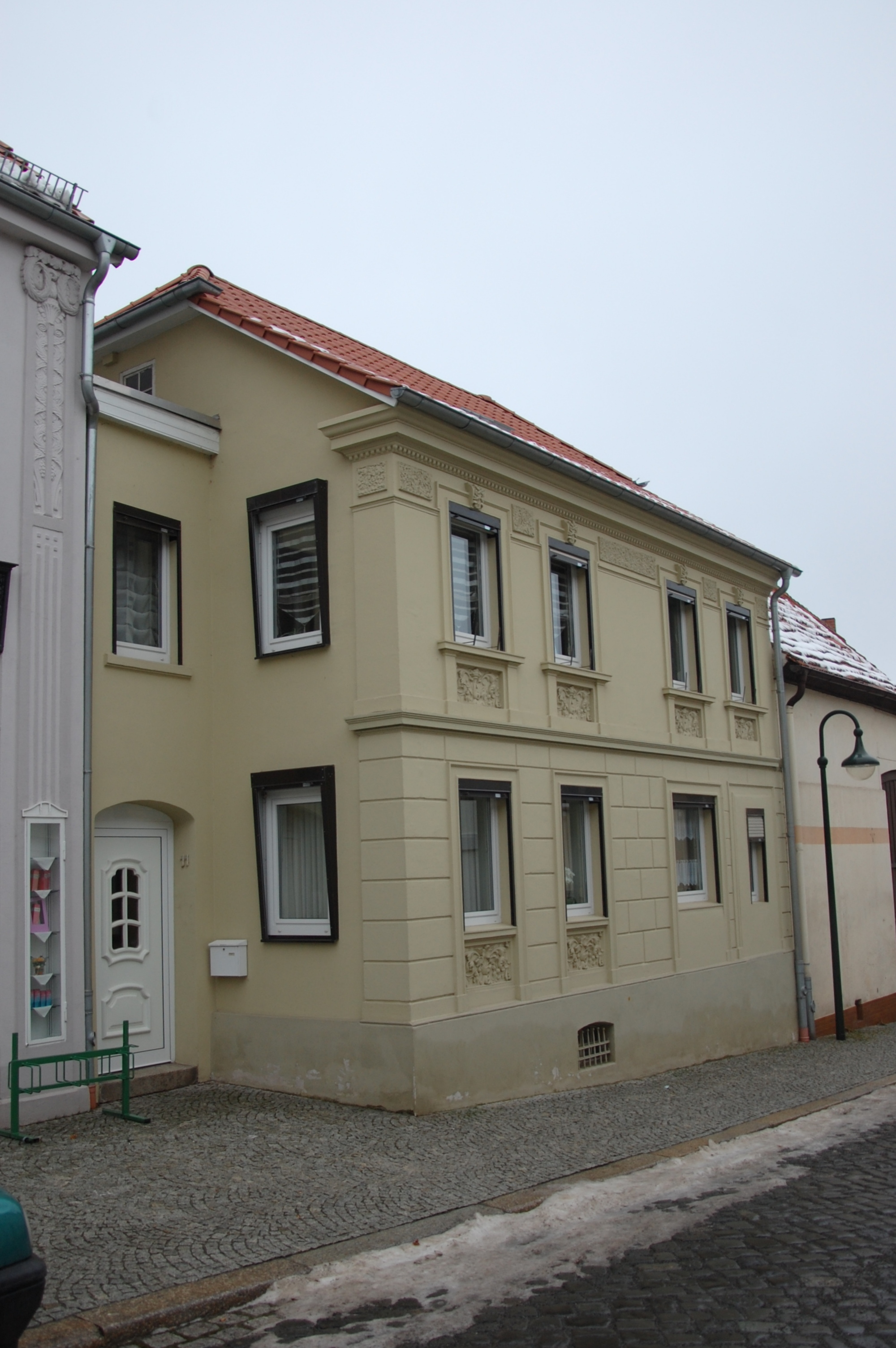
Westteil

Das Haus Clara-Zetkin-Straße 11 ist ein denkmalgeschütztes Gebäude im zur Stadt Quedlinburg in Sachsen-Anhalt gehörenden Ortsteil Stadt Gernrode.

## Lage
Das Gebäude befindet sich in der Gernröder Altstadt und ist im örtlichen Denkmalverzeichnis als Ackerbürgerhof eingetragen. 

## Architektur und Geschichte
Der Hof besteht aus mehreren Gebäuden, wobei die Straßenflucht nicht einheitlich ist. Ältester Teil ist ein Wohnhaus. Es ist mit einem Krüppelwalmdach bedeckt. In der ersten Hälfte des 19. Jahrhunderts wurde die Fassade im Stil des Klassizismus umgebaut. Östlich hieran grenzt, in der Straßenflucht zurückgesetzt, ein um 1905 im Jugendstil entstandenes Gebäude an. Im Erdgeschoss besteht ein Ladengeschäft, über dem sich noch ein bauzeitliches Werbeschild befindet.
Östlich hiervon besteht eine vermutlich bereits aus dem 18. Jahrhundert stammende Torscheune.